# Шелдон Кіф
Шелдон Кіф (англ. Sheldon Keefe; нар. 17 вересня 1980) — канадський хокейний тренер і колишній гравець. Наразі головний тренер команди НХЛ «Нью-Джерсі Девілз». Був головним тренером команди НХЛ «Торонто Мейпл Ліфс» (2019—2024). Його молодший брат Адам Кіф головний тренер чемпіонів елітної хокейної ліги «Белфаст Джаєнтс».
У свої 42 роки (2022) Шелдон був наймолодшим головним тренером з 32 команд НХЛ.

## Тренерська робота
20 листопада 2019 року Кіф був оголошений наступником Майка Бебкока після того, як Бебкок був звільнений від своїх обов'язків президентом «Торонто Мейпл Ліфс» Бренданом Шенагеном. Наступного дня Кіф підписав трирічну угоду з «Мейпл Ліфс». «Торонто» звільнив Кіфа 9 травня 2024 року після поразки в першому раунді плей-офф Кубка Стенлі 2024 року. 23 травня 2024 року Кіф був оголошений головним тренером «Нью-Джерсі Девілз».